# Godovo
Godovo (Servisch cyrillisch Годово) is een plaats in de Servische gemeente Tutin. De plaats telt 89 inwoners (2002).